# Enzo Muzii
Enzo Muzii (Asmara, 13 de gener de 1926 – Velletri, 2 de febrer de 2014) va ser un escriptor, guionista, fotògraf, crític i director de cinema italià.

## Biografia
Periodista del 1949 al 1962, es va ocupar principalment de la crítica teatral i el cinema.
Va debutar en la direcció a la pel·lícula col·lectiva I misteri di Roma (1962), un documental sobre aspectes poc coneguts de la capital coordinat per Cesare Zavattini. Sempre amb Zavattini (i Fabio Carpi) va col·laborar en el guió d' Una sera come le altre de Vittorio De Sica, episodi de Le streghe (1967).
En cinema a l'estiu del 1967 va rodar a Positano al seva primera pel·lícula Come l'amore, amb Annamaria Guarnieri i Alfred Lynch, guanyador de l'Ós de Plata al 18è Festival Internacional de Cinema de Berlín. Posteriorment va dirigir Una macchia rosa (1970).
Per la televisió: Alle origini della mafia (amb guió de Brando Giordani, Leonardo Sciascia i Giandomenico Giagni), La signorina Else (del conte de Schnitzler), La singolare avventura di Francesco Maria (d'un conte de Brancati), Fosca, de la narració homònima d'Igino Ugo Tarchetti.

## Filmografia
Cinema
- I misteri di Roma (1962)
- Come l'amore (1968)
- Una macchia rosa (1970)

Televisió
- Alle origini della mafia - sèrie de televisió (1976)
- La signorina Else - telefilm (1980)
- La singolare avventura di Francesco Maria - telefilm (1982)
- Fosca - film TV (1981)
- Girotondo - telefilm (1985)
- Sentimental - varietat (1985) en tres episodis de Sergio Bazzini, amb Sergio Castellitto, Margaret Mazzantini, Roberto Murolo, Remo Girone
- Fuori scena - telefilm (1986)
- Chéri - telefilm (1988)

## Escrits
- Punto di non ritorno, Adelphi, Milano, 1990 Premi Procida-Isola di Arturo-Elsa Morante per l'opera prima.[4]
- Silenzio, si vive: romanzo di profilo, Aragno, Torino, 2003
- Fuori dai giochi: tre storie, Aragno, Torino, 2005, guanyador del Premi II Ceppo el 2006
- Il tempo parlerà, Aragno, Torino, 2006